# Tobias Draxinger
Tobias Draxinger (* 3. Januar 1985 in München) ist ein deutscher Eishockeyspieler, der seine letzte aktive Saison 2021/22 bei den Starbulls Rosenheim in der Oberliga Süd spielte.

## Karriere
Draxinger verbrachte seine Zeit als Jugendspieler beim ERSC Ottobrunn, dem TSV Erding und dem SB Rosenheim, bei dem er ab 2000 seine ersten Erfahrungen in der DNL sammelte. Im Jahr 2002 nahm der Verteidiger an einem Rookie-Camp der Los Angeles Kings teil, bei dem er allerdings nicht berücksichtigt wurde. Nach dieser Erfahrung in Nordamerika kehrte der Linksschütze nach Rosenheim zurück und hatte seine ersten Einsätze in der Bayernliga.
Nach seiner Zeit in Rosenheim wechselte Draxinger zur Saison 2003/04 in die DEL zu den Eisbären Berlin. Bis zur Saison 2006/07 wurde Draxinger immer wieder bei den Eisbären Juniors Berlin in der Oberliga eingesetzt, gewann mit der DEL-Mannschaft allerdings drei Deutsche Meisterschaften sowie im Jahr 2008 den Deutschen Eishockey-Pokal. Zur Saison 2008/09 unterschrieb er einen Vertrag beim Ligakonkurrenten ERC Ingolstadt. Nach einer Saison verließ Draxinger Ingolstadt wieder, nachdem er vor allem unter dem damaligen Trainer Benoît Laporte nur wenig Eiszeit bekommen hatte. Der Verteidiger schloss sich den Straubing Tigers an, die ebenfalls in der DEL spielen. Zur Saison 2011/12 wurde Draxinger von den Augsburger Panther verpflichtet.

### International
International gehörte Draxinger bei der U18-Weltmeisterschaft 2003 zum deutschen Aufgebot. Ein Jahr später, bei der U20-WM 2004 schaffte er mit der deutschen Juniorenauswahl den Aufstieg in die A-Gruppe der WM. 2005 nahm er erneut an der U20-WM teil, bevor er 2007 erstmals bei einer Senioren-Weltmeisterschaft eingesetzt wurde.

## Erfolge und Auszeichnungen
- 2005 Deutscher Meister mit den Eisbären Berlin
- 2006 Deutscher Meister mit den Eisbären Berlin
- 2008 Deutscher Meister mit den Eisbären Berlin
- 2008 Deutscher Eishockey – Pokal mit den Eisbären Berlin

## Karrierestatistik
(Legende zur Spielerstatistik: Sp oder GP = absolvierte Spiele; T oder G = erzielte Tore; V oder A = erzielte Assists; Pkt oder Pts = erzielte Scorerpunkte; SM oder PIM = erhaltene Strafminuten; +/− = Plus/Minus-Bilanz; PP = erzielte Überzahltore; SH = erzielte Unterzahltore; GW = erzielte Siegtore; 1 Play-downs/Relegation; Kursiv: Statistik nicht vollständig)